# Sigurd Schultz
Sigurd Schultz (født 23. januar 1894 i Roskilde, død 27. juli 1980 på Frederiksberg) var en dansk kunsthistoriker, forfatter og museumsdirektør.
Schultz blev student fra Roskilde Katedralskole i 1911 og tog filosofikum allerede året efter. Han blev derefter ansat ved Nationalmuseet (1913-18) og kom i 1919 til Kunstakademiet som medhjælper i administrationen, hvor han var indtil 1922. Dernæst arbejdede han som kunstanmelder.
Han blev i 1927 sekretær for Foreningen for Kunsthaandværk og var fra 1928-1931 redaktør for det progressive Nyt Tidsskrift for Kunstindustri. I 1932 blev han udnævnt til direktør for Thorvaldsens Museum og var frem til 1963 med til at give museet en vigtig plads i dansk kunsthistorie. Allerede fra 1957 var han også blevet direktør for J.F. Willumsens Museum i Frederikssund; en post han besad til 1973.
Schultz var medarbejder ved Dansk biografisk Haandleksikon og ved 2. udgave af Dansk biografisk Leksikon, medlem af komitéen til nyudgivelse af Weilbachs Kunstnerleksikon (2. udgave), medarbejder ved Danske i Paris (1936-38) og redigerede Meddelelser fra Thorvaldsens Museum 1935-62.
Derudover var Schultz Ridder af 1. grad af Dannebrog, medlem af bestyrelsen for Thorvaldsen-samlingen på Nysø, Knud V. Engelhardts Mindelegat, Landskabsmaler C. Godtfredsens Legat samt til 1963 for Legatet Albertina og Mogens Poulsens Mindelegat, Foreningen af danske Museumsmænd 1935-46 og Foreningen af danske Kunstkritikere fra 1949 (formand 1957-63). Han var æresmedlem af foreningen Museernes Venner, af Det Unge Tonekunstnerselskab og af Foreningen af danske Kunstkritikere.